# 艾米·格兰特
艾米·李·格兰特（英語：Amy Lee Grant，1960年11月25日—）是一名美国当代基督教音乐歌手，被誉为“基督教流行乐女王”（The Queen of Christian Pop），曾获六项格莱美奖、22项圣鸽奖，也是第一个卖出白金专辑的基督教音乐歌手，2006年在好莱坞星光大道获一星。
她年少出道，在1980年代成名，成名曲为《伊勒沙代》、《天使》。1980年代中期，她凭借《Unguarded》、《Lead Me On》成功跻身流行乐界。1986年，她和彼得·塞特拉合唱的《The Next Time I Fall》登上告示牌百强单曲榜榜首。1991年，她发布专辑《Heart in Motion》，成为她销量最高的专辑。

## 生平
她出生于美国乔治亚州奥古斯塔，1967年全家搬到田纳西州纳什维尔。1976年，她写下自己的第一首歌《山顶》（Mountain Top），并在当地女子高中演唱，1977年发布自己的第一张专辑《艾米·格兰特》，次年就读傅尔曼大学并继续演唱。
1979年5月，在她的第二张专辑《父亲的眼睛》（My Father's Eyes）发布会上，她结识了第一任丈夫加里·查普曼（Gary Chapman），两人曾一起演出。1980年年末，她转学到范德堡大学，加入Kappa Alpha Theta。她最终辍学，开始专心演唱。1980年代中期，她开始和迈克尔·W·史密斯一起演出，并保持了多年的友谊。

## 专辑
- Amy Grant (1977)

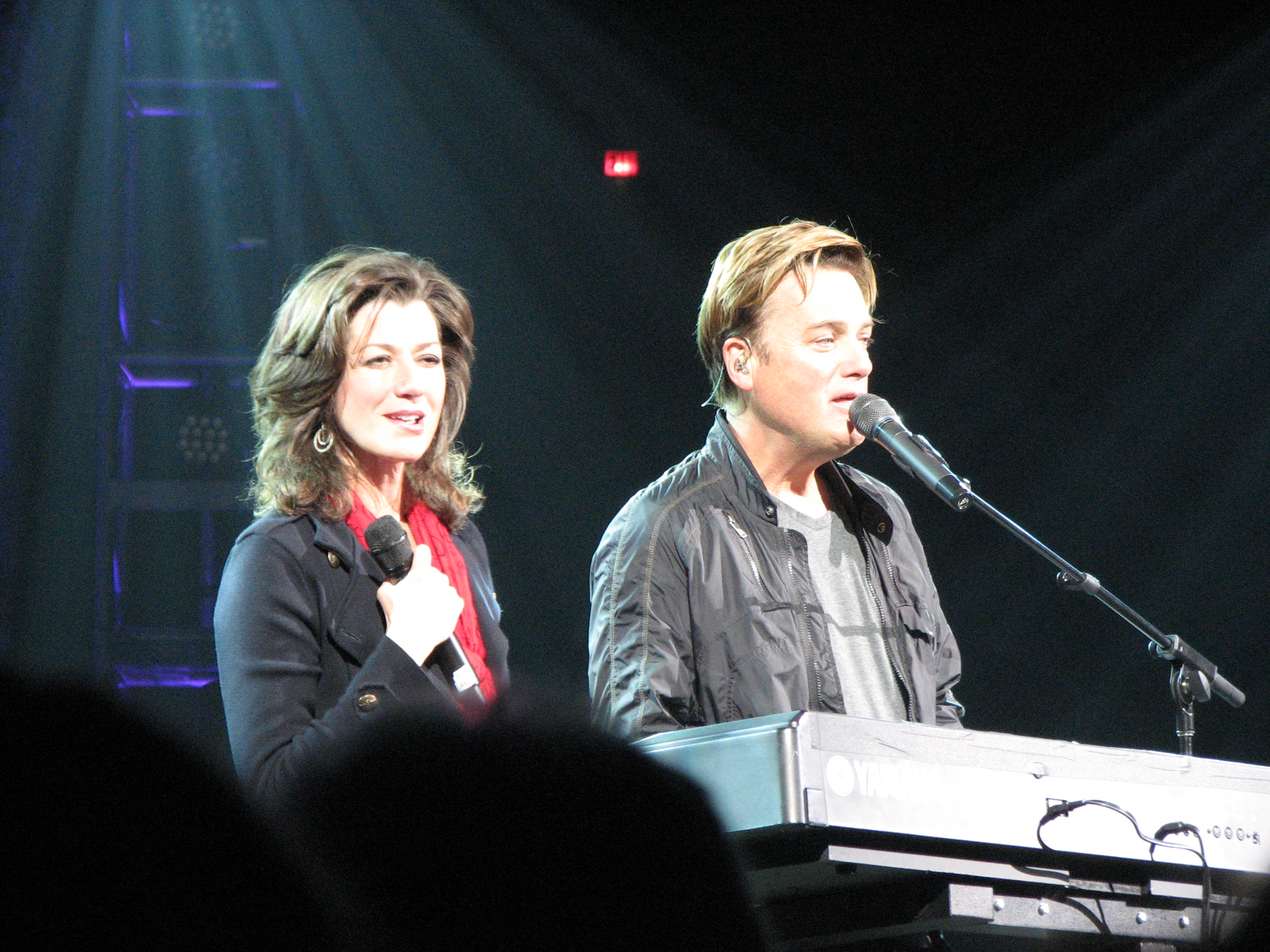
艾米·格兰特和迈克尔·W·史密斯，2011

- My Father's Eyes (1979)
- Never Alone (1980)
- Age to Age (1982)
- A Christmas Album (1983)
- Straight Ahead (1984)
- Unguarded (1985)
- The Animals' Christmas with Art Garfunkel (1986)
- Lead Me On (1988)
- Heart in Motion (1991)
- Home for Christmas (1992)
- House of Love (1994)
- Behind the Eyes (1997)
- A Christmas to Remember (1999)
- Legacy... Hymns and Faith (2002)
- Simple Things (2003)
- Rock of Ages... Hymns and Faith (2005)
- Somewhere Down the Road (2010)
- How Mercy Looks from Here (2013)
- Tennessee Christmas (2016)